# Titus Livi
|  | «Livi» redirigeix aquí. Cal no confondre'l amb altres membres de la gens Lívia. |

Tit Livi o Titus Livi (en llatí: Titus Livius), sovint dit simplement Livi (Pàdua, 59 aC – 17 dC), fou un historiador romà. Va escriure la monumental història de Roma Ab Urbe Condita ('Des de la fundació de l’Urbs'), una obra que consta de cent quaranta-dos llibres i que recull la història de la capital de l'Imperi de les primeres llegendes del 753 aC fins als temps contemporanis de Livi. Era amic d'August i de la família de la dinastia julioclàudia, i va ser el net d'August, el futur emperador Claudi, qui el va exhortar a dedicar-se a l'escriptura de la història. És un dels grans historiadors romans juntament amb Sal·lusti i Tàcit.

## Biografia

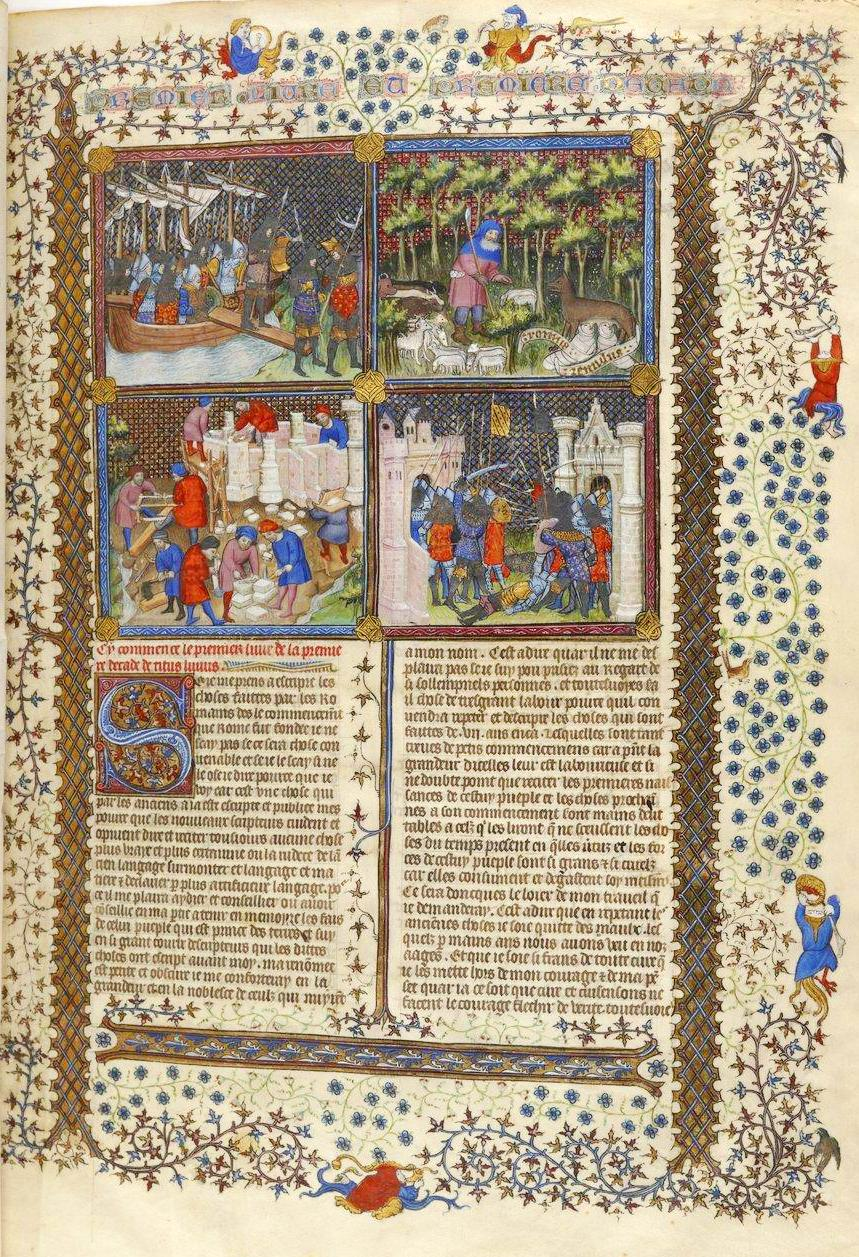
Pàgina amb miniatures d'una traducció francesa del segle

Livi va néixer a Patàvium (actualment Pàdua), al nord d'Itàlia, probablement l'any 59 aC. En el moment del seu naixement, la seva ciutat natal de Patavium era la segona més rica de la península italiana i la més gran de la província de la Gàl·lia Cisalpina (nord de la península Apenina). La Gàl·lia Cisalpina es va fusionar a la Itàlia romana durant la seva vida i els seus habitants van rebre la ciutadania romana en mans de Juli Cèsar. A les seves obres, Livi va expressar sovint el seu profund afecte i orgull per Patavium, i la ciutat era coneguda pels seus valors conservadors morals i polítics. «Era per naturalesa un reclús, de temperament suau i contrari a la violència; la pau restauradora del seu temps li va donar l'oportunitat de dirigir tota la seva passió imaginativa al passat llegendari i històric del país que estimava».
Titus Livi procedia d'una família plebea, però tenia il·lustres avantpassats per part de mare. Suetoni, en la seva Vita Tiberii, afirma que en la família de Livi hi havia hagut vuit cònsols, dos censors, tres triomfs, un magistrat dictador i un instructor de cavalleria. Molt probablement fou educat en la seva ciutat natal, rebent la primera instrucció per part d'un gramàtic, amb qui aprendria a escriure en llatí i en grec, i més endavant rebria la formació d'un retòric que l'introduiria en «l'eloqüència política i judicial». Després d'assolir aquesta base educativa, marxaria a Roma.
L'adolescència de Livi va coincidir amb un període de guerres civils al món romà, als anys 40 aC. El governador de la Gàl·lia Cisalpina de l'època, Asini Pol·lió, va intentar influir a Patavium amb el suport a Marc Antoni, el líder d'una de les faccions en guerra. Els ciutadans rics de Patavium es van negar a aportar diners i armes a Asini Pol·lió i es van amagar. Pol·lió va intentar subornar els esclaus d'aquells ciutadans rics per confessar l'amagatall dels seus amos; tanmateix, el seu suborn no va funcionar, i els ciutadans van jurar la seva lleialtat al Senat. Per tant, és probable que les guerres civils romanes impedissin a Livi seguir una educació superior a Roma o fer una tour per Grècia, que era habitual per als homes adolescents de la noblesa de l'època. Molts anys més tard, Asini Pol·lió va comentar amb burla la «patavinitat» de Livi, dient que el llatí de Livi mostrava certs «provincialismes» romans.
Livi probablement va anar a Roma als anys 30 aC, i és probable que hi passés una gran quantitat de temps després d'això, encara que potser no va ser el seu domicili principal. Durant la seva estada a Roma, mai no va ser senador ni va ocupar un càrrec de govern. Els seus escrits contenen errors elementals sobre qüestions militars, cosa que indica que probablement mai va servir a l'exèrcit romà. Tanmateix, va ser educat en filosofia i retòrica. Sembla que Livi tenia els recursos econòmics i mitjans per viure una vida independent, encara que es desconeix l'origen d'aquesta riquesa. Va dedicar gran part de la seva vida als seus escrits, cosa que va poder fer gràcies a la seva llibertat financera.
Se sap que Livi feia recitacions a un públic reduït, però no se n'havia sentit a parlar per dedicar-se a la declamació, aleshores un passatemps comú. Livi posseïa fortes conviccions republicanes, si bé va ser amic personal i persona de consideració en la cort de l'emperador August, el qual el va protegir i li va donar suport perquè va apreciar el seu talent. Segons l'historiador Tàcit, l'emperador August li deia pompeià per les seves tendències republicanes. Així doncs, coneixia l'emperador August i la família imperial. August va ser considerat pels romans posteriors com el més gran emperador romà, un fet que va beneficiar la reputació de Livi molt després de la seva mort. Suetoni va descriure com Livi va animar el futur emperador Claudi, que va néixer l'any 10 aC, a escriure obres historiogràfiques durant la seva infantesa. Es diu que fou tan famós que un gadità va arribar a viatjar a Roma només per veure'l i just després d'aconseguir el seu propòsit va tornar a la seva ciutat.
L'obra més famosa de Livi va ser la seva història de Roma. En ella narra una història completa de la ciutat de Roma, des de la seva fundació fins a la mort d'August. Com que estava escrivint sota el regnat d'August, la història de Livi posa l'accent en els grans triomfs de Roma. Va escriure la seva història amb relats embellits de l'heroisme romà per tal de promoure el nou tipus de govern implementat per August quan va esdevenir emperador. En el prefaci de Livi a la seva història, va dir que no li importava que la seva fama personal es mantingués a les fosques, sempre que la seva obra ajudés a «preservar la memòria dels fets de la nació preeminent del món». Com que Livi estava escrivint sobretot sobre esdeveniments que havien passat centenars d'anys abans, el valor històric de la seva obra era qüestionable, tot i que molts romans van arribar a creure que el seu relat era cert.
Era casat i tingué almenys dos fills (probablement quatre), un d'ells una filla casada amb Luci Magi, un retòric, segons esmenta Sèneca. Les inscripcions «t. livius. c. f. sibi. et. suis. t. livio. t. f. prisco. f. t. livio. t. f. longo. et. cssiae. sex. f. primae» i «v. f. t. livius. liviae. t. f..quartae. l. halys. concordialis. patavi. sibi. et. suis. omnibus» se suposen referides a la família de Titus Livi. La seua quarta filla, sembla que portava el nom de Lívia. També va produir altres obres, com ara un assaig en forma de carta al seu fill, i nombrosos diàlegs, molt probablement inspirats en obres similars de Ciceró.
Finalment, Titus Livi va morir a Patavium, la seva ciutat natal, l'any 17 dC quan tenia 76 anys.

## Obra

### Història de Roma

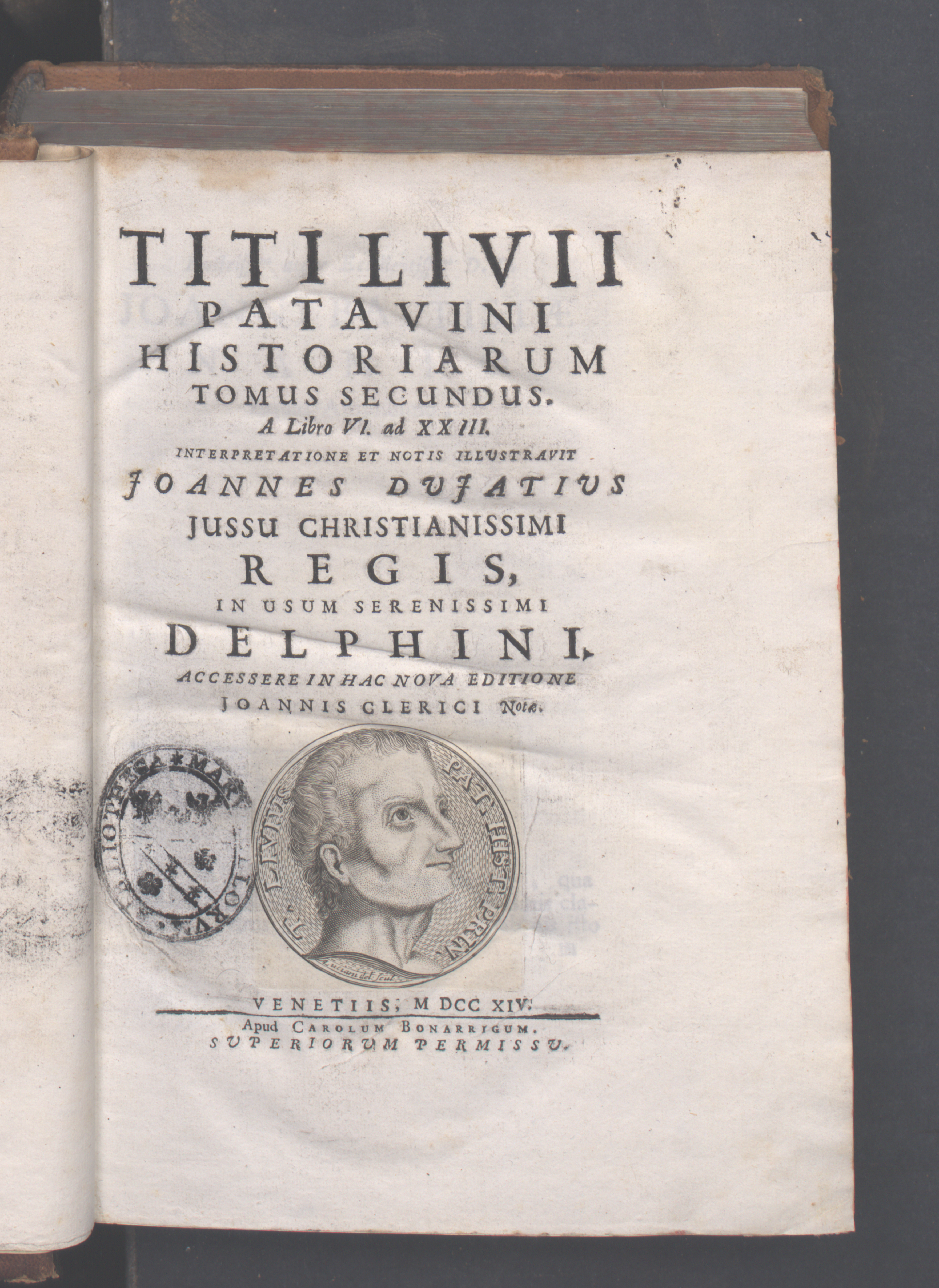
Ab Urbe condita, 1714

L'única obra supervivent de Livi es coneix comunament com a Història de Roma (o llatí: Ab Urbe Condita, «Des de la fundació de la ciutat»). L'obra descriu la història de Roma des del 753 aC fins a la mort de Drus el Vell l'any 9 dC, i expressa la colossal magnitud del seu treball. Juntament amb Polibi es considera un dels principals relats de la Segona Guerra Púnica.
Quan va començar aquesta feina probablement tenia més de trenta anys i, presumiblement, alguns esdeveniments de la seva vida l'havien portat a la seva activitat intensa com a historiador. Va continuar treballant-hi fins que va marxar de Roma cap a Pàdua en la seva vellesa, probablement durant el regnat de Tiberi després de la mort d'August. Sèneca el Jove diu que va ser orador i filòsof i que havia escrit alguns tractats històrics en aquests camps.

#### Llenguatge
Va escriure amb un llenguatge en què barrejava els fets ordenats cronològicament i la narració, i sovint interrompia una història per anunciar l'elecció d'un nou cònsol, per tal com era així que els romans comptaven els anys. Livi afirmava que la manca de dades històriques abans del saqueig de Roma pels gals el 387 aC feu la seua tasca més difícil abans d'aquesta data.
L'estil de Livi era poètic i arcaic, a l'inrevés que el de Cèsar i Ciceró. A més, sovint escrivia des del punt del vista dels vencedors, per tal d'accentuar les virtuts dels romans en la conquesta d'Itàlia i el Mediterrani. En consonància amb les seues tendències poètiques, feu pocs esforços per distingir entre realitat i ficció. Encara que plagià nombrosos autors anteriors, esperava que les lliçons morals del passat serviren per a l'avanç de la societat romana del seu temps.

#### Estructura
Ab Urbe Condita estava format originàriament per 142 llibres, dels quals sols han sobreviscut 35: de l'1 al 10 i del 21 al 45, amb algunes llacunes en els llibres del 40 al 45. Altres autors abreujaren el llibre de Livi en l'antiguitat clàssica en un epítom, que no és més que una mena de resum dels 142 llibres d'Ab Urbe Condita. De l'epítom, només sobrevisqueren alguns llibres (1, 37-40 i 48-55), però al seu torn en l'antiguitat havien estat abreujats en Periochae, que és una simple llista de continguts, però que sobreviuen íntegrament (llevat de dos). Gràcies als periochae tenim idea dels temes que Livi tractava en 140 dels seus 142 llibres.

En el Periochae 55 apareix una citació que permet identificar amb molta exactitud la data de naixença de la ciutat romana de València:
| « | d. iunius brutus consul in hispania is qui sub viriatho militaverant agros et oppidum dedit quod vocatum est valentia | Sent cònsol a Hispània Dècim Juni Brutus, als (soldats) que havien lluitat en temps de Viriat els donà camps i una ciutat fortificada anomenada Valentia. | » |

Com que Dècim Juni Brutus fou cònsol a Hispània cap al 616 Ab Urbe condita (des de la fundació de Roma, tradicionalment fixada el 753 aC), es pot calcular amb molt poc de marge d'error que la ciutat fou fundada el 138 aC, que a més coincideix amb el període immediatament posterior a la mort de Viriat.

#### Origen del poble etrusc
La Història de Roma també va servir com a motor de la «teoria del nord» sobre els orígens dels etruscs. Això es deu al fet que al llibre Livi afirma: «Els grecs també els anomenen "Tirrens" i "Adriàtics"… Sens dubte, les tribus alpines són del mateix tipus, especialment els rètics, que per la naturalesa del seu país havien esdevingut tan incivilitzats que no van conservar cap rastre de la seva condició original excepte la seva llengua, i fins i tot aquesta no estava lliure de corrupció». Així, molts estudiosos, com Karl Otfried Müller, van utilitzar aquesta afirmació com a prova que els etruscs o els tirrens van emigrar del nord i eren descendents d'una tribu alpina coneguda com els rètics.

### Altres obres
Va ser també autor d'escrits de caràcter filosòfic i retòric, avui dia perduts.

## Recepció

### Era imperial
La Història de Roma de Livi va tenir una gran demanda des del moment en què es va publicar i es va mantenir durant els primers anys de l'imperi. Plini el Jove va informar que la celebritat de Livi estava tan estesa, que un home de Gades va viatjar a Roma i tornar amb l'únic propòsit de conèixer-lo. L'obra de Livi va ser una font per a les obres posteriors de Aureli Víctor, Cassiodor, Eutropi, Fest, Florus, Grani Licinià i Orosi. Juli Obseqüent va utilitzar Livi, o una font amb accés a Livi, per compondre el seu De Prodigiis, un relat d'esdeveniments sobrenaturals a Roma des del consolat d'Escipió i Leli fins al de Paulus Fabi i Quint Eli.
Livi va escriure durant el regnat d'August, que va arribar al poder després d'una guerra civil amb generals i cònsols que afirmaven defensar la República Romana, com Pompeu. Patavium havia estat favorable a Pompeu. Per aclarir el seu estatus, el vencedor de la guerra civil, Octavià, havia volgut prendre el títol de Ròmul (el primer rei de Roma) però al final va acceptar la proposta del senat d'August. En lloc d'abolir la república, la va adaptar i les seves institucions al domini imperial.

L'historiador Tàcit, que va escriure aproximadament un segle després de l'època de Livi, va descriure l'emperador August com el seu amic. Quan descriu el judici de Cremuci Cordus, Tàcit el representa defensant-se cara a cara amb Tiberi de la següent manera:
| « | Es diu que vaig elogiar Brutus i Cassi, les carreres dels quals molts han descrit i ningú no ha esmentat sense elogiar. Titus Livi, famós per excel·lència per l'eloqüència i la veracitat, va exaltar a Gneu Pompeu Magne en tal panegíric que August l'anomenava Pompeià, i, tanmateix, això no va ser obstacle per a la seva amistat. | » |

 Les raons de Livi per tornar a Pàdua després de la mort d'August (si ho va fer) no són clares, però les circumstàncies del regnat de Tiberi, sens dubte, permeten especulacions.

### Més tard

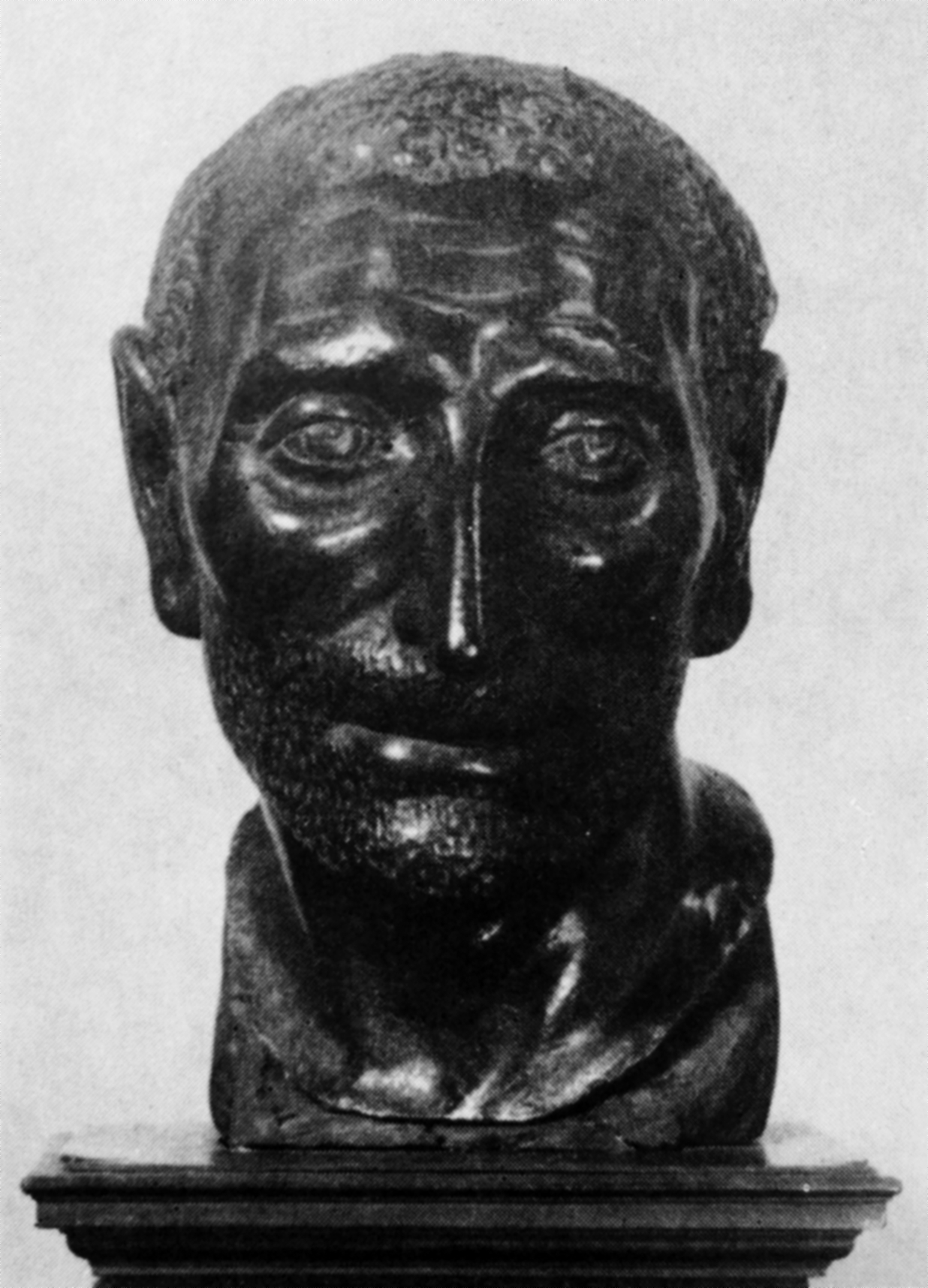
Titus Livi d'Andrea Briosco (c. 1567)

Durant l'edat mitjana, a causa de la llargada de l'obra, la classe alfabetitzada ja llegia resums més que l'obra en si, que era tediosa de copiar, cara i requeria molt d'espai d'emmagatzematge. Devia ser durant aquest període, o potser abans, que els manuscrits es van començar a perdre sense recanvi.
El Renaixement va ser una època d'intens revifament; la població va descobrir que l'obra de Livi s'estava perdent i es va invertir gran quantitat de diners per recollir manuscrits de Livi. El poeta Beccadelli va vendre una casa de camp per finançar l'adquisició d'un manuscrit copiat per Poggio. Petrarca i el papa Nicolau V van iniciar una recerca dels llibres que ara faltaven. Lorenzo Valla va publicar un text esmenant l'obra publicada per Poggio i donava el tret de sortida al debat filològic sobre Livi. Dante en parla molt en la seva poesia, i Francesc I de França va encarregar una extensa obra d'art que tractava temes de Livi; L'obra de Nicolau Maquiavel sobre les repúbliques, els Discursos sobre Livi, es presenta com un comentari a la Història de Roma. El respecte per Livi va pujar a cotes elevades. Walter Scott informa a Waverley (1814) com a fet històric que un escocès implicat en el primer aixecament jacobita de 1715 va ser capturat (i executat) perquè, després d'haver escapat, encara es va quedar a prop del lloc on havia estat capturat amb «l'esperança de recuperar el seu favorit Titus Livi».